# Go to Hell, for Heaven's Sake
Go to Hell, for Heaven's Sake è un singolo del gruppo musicale britannico Bring Me the Horizon, pubblicato il 10 giugno 2013 come terzo estratto dal quarto album in studio Sempiternal.

## Video musicale
Il video, diretto da Danny Todd, è stato reso disponibile il 5 settembre 2013 attraverso il canale YouTube del gruppo.

## Tracce
Testi e musiche di Oliver Sykes, Jordan Fish e Lee Malia.
Lato A
1. Go to Hell, for Heaven's Sake (Album Version) – 4:02

Lato B
1. Go to Hell, for Heaven's Sake (Rogue Remix) – 4:50

## Formazione
Gruppo
- Oliver Sykes – voce
- Matt Kean − basso
- Matt Nicholls − batteria
- Lee Malia − chitarra
- Jordan Fish − programmazione

Altri musicisti
- Andy Saiker – cori
- Ed Fenwick – cori
- Katherine Parrott – cori
- Mike Plews – cori
- Sarah Lewin – cori
- Nesta Rixon – cori
- Mara Rixon – cori
- Reece Coyne – cori
- Luka Spiby – cori
- Dave Holland – cori
- Emma Taylor – cori
- Jenny Millard – cori
- Yazmin Beckett – cori
- Jack Beakhust – cori
- Glen Brown – cori
- Demi Scott – cori
- T – cori
- Julia Beaumont – cori
- Chloe Mellors – cori
- Janice Nicholls – cori
- Damien Bennett – cori
- Richard Nicholls – cori
- Corey Leary – cori
- Tom Sykes – cori
- Brendan Dooney – cori
- Chris Stokes – cori
- Jonathon Shaw – cori
- Sam Hudson – cori
- Jade Higgins – cori
- Brigitta Metaxas – cori
- Ian Sykes – cori
- Carol Sykes – cori
- Daniel Stokes – cori
- Jack Jones – cori
- Jordan Rudge – cori
- Jake O'Neill – cori
- Brad Wood – cori
- Alex Fisher – cori
- Suzanne Malia – cori
- Dave Malia – cori
- Gill Malia – cori
- Ian Middleton – cori

Produzione
- Terry Date – produzione, registrazione
- Kevin Mills – ingegneria del suono
- Tom A. D. Fuller – ingegneria del suono aggiuntiva
- Luke Gibbs – assistenza tecnica secondaria
- David Bendeth – missaggio
- Ted Jensen – mastering

## Classifiche
| Classifica (2013)             | Posizione massima |
| ----------------------------- | ----------------- |
| Stati Uniti (mainstream rock) | 22                |